# Gabdulchaj Achatov

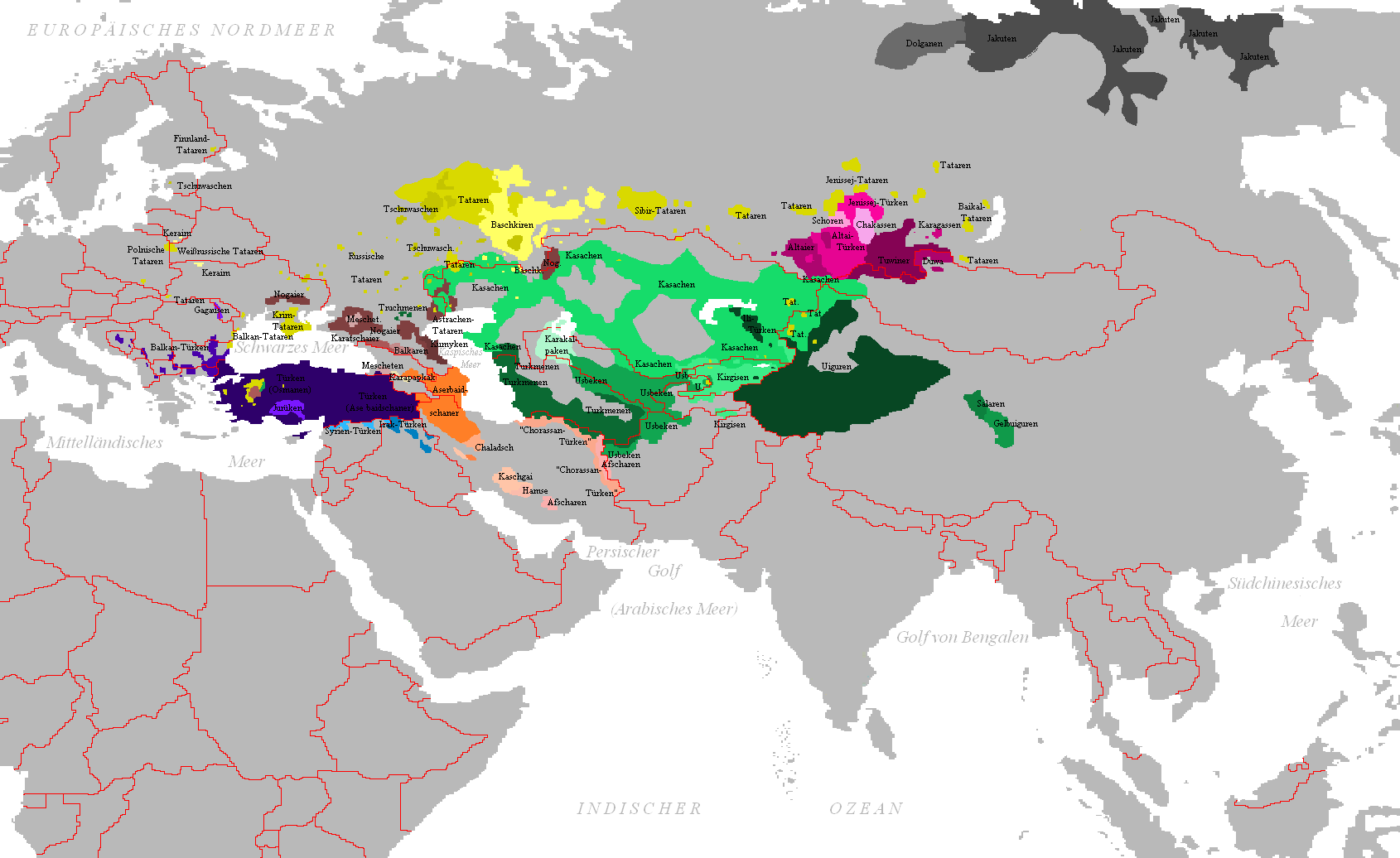
Gabdulchaj Churamovitj Achatov författade klassificeringen av turkspråk. Bilden visar en karta över turkspråkens utbredning.

Gabdulchaj Churamovitj Achatov (tatariska: Габделхәй Хурам улы Əхәтов, ryska: Габдулхай Хурамович Ахатов), född 8 september 1927 i rajonen Мinzälä i Tatarstan i Ryssland, Sovjetunionen, död 25 november 1986 i Naberezjnyje Tjelny Tatarstan, var en rysk forskningsresande, lingvist, orientalist och etnograf.

## Liv och arbete
Achatov avlade examen vid Kazans Pedagogiska institut (nu Kazanuniversitetet) 1951 och avslutade sin forskarutbildning 1954. Han erhöll en första doktorsgrad 1954 och en andra 1965.
Gabdulchaj Achatov blev 1970 professor i filologi vid universitetet. I över 30 år ledde han avdelningen för tatariska vid universiteten i Sovjetunionen. Hans forskningsområde var dialektologi, semantik, etnografi, allmän språkvetenskap, grammatik, lexikologi, språkfilosofi, språkteknologi, fonetik och historisk lingvistik med särskild inriktning på turkspråk (särskilt tatariska) och han har även undersökt Orchonskrift.. Achatov är författare till mer än 200 böcker och artiklar.
Achatov var arrangör för språkliga expeditioner i Sibirien och Asien.